# Hamzat Ojediran
Hamzat Basit Ojediran (2003. november 14. –) nigériai utánpótlás-válogatott labdarúgó, a Lens labdarúgója.

## Pályafutása

### Klubcsapatokban
Ojediran a nigériai Emmanuel Amunike futball akadémián kezdte el labdarúgó-pályafutását. 2022 nyarán az albán élvonalbeli KF Egnatia csapatának játékosa lett, amelynek színeiben tizenegy bajnoki mérkőzésen lépett pályára. 2023 februárban leigazolta őt a Debreceni VSC csapata.
2024. augusztus 8-án négyéves szerződést kötött a francia élvonalbeli Lens csapatával. Az átigazolási összeg rekordnak számít a Debreceni VSC történelmében a külföldi játékosokat tekintve.

### A válogatottban
Tagja volt a 2019-es U17-es labdarúgó-világbajnokságon szerepelt nigériai keretnek.